# Каломен
Каломе́н (болг. Каломен) — село у Габровській області Болгарії. Входить до складу общини Дряново.

## Населення
За даними перепису населення 2011 року у селі проживали 6 осіб, усі — болгари.
Розподіл населення за віком у 2011 році:
Динаміка населення: